# Тавільяно
Тавільяно (італ. Tavigliano, п'єм. Tavian) — муніципалітет в Італії, у регіоні П'ємонт,  провінція Б'єлла.
Тавільяно розташоване на відстані близько 550 км на північний захід від Рима, 70 км на північний схід від Турина, 6 км на північ від Б'єлли.
Населення — 941 особа (2014).

## Демографія
Населення за роками:

Станом на 1 січня 2023 року в муніципалітеті офіційно проживало 29 іноземців з 11 країн, серед них 11 громадян країн Євросоюзу та 1 громадянин України.

## Сусідні муніципалітети
- Андорно-Мікка
- Біольйо
- Каллаб'яна
- Петтіненго
- П'єдікавалло
- Расса
- Сальяно-Мікка
- Сельве-Марконе
- Вельйо